# Bitte nicht stören!
Bitte nicht stören! (Originaltitel: Do Not Disturb) ist eine US-amerikanische Filmkomödie von Regisseur Ralph Levy aus dem Jahr 1965 mit Doris Day und Rod Taylor in den Hauptrollen. Als Vorlage diente das Bühnenstück Some Other Love von William Fairchild.

## Handlung
Als Mike Harper, der für ein US-amerikanisches Wollunternehmen arbeitet, sein Büro nach London verlegt, um die europäischen Märkte zu gewinnen, ziehen er und seine Frau Janet nach England. Auf Janets Wunsch hin lassen sie sich in einem Haus auf dem Land nieder. Mit dem Zug soll Mike nun jeden Morgen nach London fahren. Doch als Janet, die ihn zum Bahnhof fahren soll, den Weg nicht findet und auf der falschen Straßenseite fast gegen einen Laster fährt, kehren sie nach Hause zurück. Mikes attraktive Sekretärin Claire Hackett holt ihn schließlich mit ihrem Wagen ab, während Janet im Garten einen kleinen Fuchs findet und ihn davor bewahrt, von einer Jagdgesellschaft getötet zu werden. Mit Hilfe ihrer Nachbarin und Hauswirtin Vanessa Courtwright versucht Janet, sich in ihrer neuen Umgebung einzuleben. Mike beschäftigt derweil die Frage, wie er für seine Firma neue Aufträge an Land ziehen kann. Von seinem Berater George Simmons erfährt er, dass er, um Erfolg zu haben, in erster Linie den einflussreichen österreichischen Skihosenhersteller Willie Langsdorf von seiner Wolle überzeugen muss. Zunächst jedoch soll sich Mike am Abend mit einem griechischen Textilhändler treffen und sagt zu, obwohl er Janet versprochen hat, pünktlich zum Abendessen zu Hause zu sein. Beim Geschäftsessen mit dem Griechen lässt sich Mike von Claire Hackett begleiten.
Als Mike schließlich nach Hause kommt, wirft ihm Janet – die mit dem Essen stundenlang auf ihn gewartet hat – vor, sie zunehmend zu vernachlässigen. Mike wiederum beschwert sich über das Wohnen auf dem Land, weicht ihr jedoch aus, als Janet die Dinge mit ihm ausdiskutieren will. Als ein Telegramm vorbeigebracht wird, das ihr Mike geschickt hatte, um ihr mitzuteilen, dass er wegen des Geschäftsessens später komme, fangen sie an zu lachen und versöhnen sich. Tags darauf will Janet Mike im Büro einen Besuch abstatten und erfährt, dass Claire Hackett inzwischen Mikes persönliche Assistentin ist. Da Mike nicht da ist, fährt Janet zu seiner Stadtwohnung, wo er mit Claire gerade eine Gruppe von Geschäftsleuten empfängt. Als Janet in seinem Schlafzimmer Frauenkleider von einer Vorführung findet, glaubt sie, Claire sei seine Geliebte. Vanessa Courtwright, die Mike mit Claire im Restaurant gesehen hat, bestätigt Janet in ihrer Annahme und empfiehlt ihr, sich zwecks Revanche einen Liebhaber zu nehmen. Um zumindest so zu tun, als habe sie eine Affäre, schickt Vanessa Janet Blumen und andere Aufmerksamkeiten, die Mike eifersüchtig machen sollen. Mike, der sich davon zunächst nicht beeindrucken lässt, glaubt schließlich, der Antiquitätenhändler Paul Bellari sei Janets Verehrer, und lässt diesen wissen, dass er Janet in Ruhe lassen soll. Janet jedoch versichert Mike, dass sie Bellari gar nicht kennt und sich nur wegen einer neuen Einrichtung mit ihm treffen wollte.
Während Mike mit Claire zu einer Fabrikbesichtigung nach Schottland reist, hilft Bellari Janet dabei, das Haus neu einzurichten. Um für den anstehenden Hochzeitstag ein fertiges Esszimmer zu haben, lässt sich Janet von Bellari überreden, nach Paris zu fliegen und in seinem dort gelegenen Laden etwas Passendes zu finden – könnte man doch am Abend wieder zurück in England sein. In der französischen Hauptstadt angekommen, setzt Bellari alles daran, Janet betrunken zu machen, um sie anschließend zu verführen. Als es Abend wird und der Rückflug aufgrund von Nebel nicht möglich ist, werden sie versehentlich in Bellaris Laden eingeschlossen, was der Antiquitätenhändler schamlos auszunutzen versucht. Zu seinem Bedauern fällt Janet jedoch volltrunken auf ein Bett. Am nächsten Morgen taucht Mike, der von Janets Paris-Ausflug erfahren hat, vor dem wieder geöffneten Geschäft auf und sieht Janet bei Bellari. Wütend schlägt er seinen vermeintlichen Rivalen nieder und fährt davon.
Noch immer in Paris hofft Mike, bei einer Hotelparty geschäftliche Kontakte zu seinem potentiellen Großkunden Willie Langsdorf knüpfen zu können. Bei Geschäftstreffen mit Langsdorf wird jedoch erwartet, dass die Männer statt von ihren Ehefrauen von ihren Freundinnen begleitet werden. Als Janet in Langsdorfs Hotel eintrifft, will sie sich als Mikes Geliebte ausgeben und kauft zu diesem Zweck ein neues Kleid. Ihr neues, rückenfreies Outfit sorgt bei der Party für Aufsehen und auch Langsdorf ist umgehend von ihr angetan. Er will immer wieder mit ihr tanzen und lädt sie schließlich zu einer Privatparty auf seinem Zimmer ein. Als Mike eintrifft, dem Bellari versichert hat, dass zwischen ihm und Janet nichts gelaufen sei, fällt ihm Janet glücklich in die Arme. Als sie jedoch Claire Hackett in der Hotellobby sieht, die laut Mike eigentlich in London sein sollte, verlangt Janet die Scheidung. Sie ist im Begriff abzureisen, als sie ein Gespräch von Claire und einem Franzosen belauscht, aus dem hervorgeht, dass Claire nie etwas mit Mike gehabt hat. Janet eilt nun zu Mike, landet jedoch in Langsdorfs Hotelzimmer. Im Glauben, es sei ihr Ehemann, legt sie sich zum schlafenden Langsdorf ins Bett. Als sie ihren Irrtum bemerkt und sich wegschleichen will, wacht Langsdorf auf und jagt ihr liebestoll im Hotel hinterher. Erst als seine wütende Ehefrau eintrifft, gibt Langsdorf die Verfolgung auf. Janet, die sich unwissentlich in Mikes Bett versteckt hat, fällt ihrem Ehemann schließlich ungestüm in die Arme, sodass das Bett zusammenbricht.

## Hintergrund
Obwohl Bitte nicht stören! in England und Paris spielt, wurde der Film – bis auf kurz eingeblendete Außenaufnahmen – auf dem Studiogelände der 20th Century Fox in Hollywood gedreht. Doris Day singt im Vorspann den Titelsong Do Not Disturb, der von Ben Raleigh und Mark Barkan geschrieben wurde.
Am 22. Dezember 1965 wurde der Film erstmals in den Vereinigten Staaten veröffentlicht. In Deutschland kam Bitte nicht stören! drei Tage später in die Kinos.

## Kritiken
Bosley Crowther von der New York Times bezeichnete Bitte nicht stören! seinerzeit als „albernsten Film unter den komödiantischen Belanglosigkeiten“, die Doris Day seit ihrer Zeit vor Rock Hudson gedreht habe. Dem Drehbuch und der Regie fehle es an Witz. Auch die darstellerischen Leistungen seien nicht mehr als „abgedroschen“. Rod Taylor wirke „absolut farblos“. Laut Variety handle es sich hingegen um „eine leichte, unterhaltsame Komödie“. Das Zusammenspiel der beiden Stars sei „außergewöhnlich gut“.
TimeOut London beschrieb den Film rückblickend als „gehaltlose Komödie über eheliche Verwicklungen“, die mit den üblichen Hollywood-Klischees von London und Paris versehen sei. Für das Lexikon des internationalen Films war Bitte nicht stören! eine „der schwächeren Doris-Day-Komödien mit magerem Drehbuch und ungeschickter Inszenierung“. „Der Schwung großer Doris-Day-Filme fehlt“, befand auch Cinema. Der Evangelische Film-Beobachter bezeichnete den Film als ein „recht bieder-einfältiges Verwechslungsspiel“ und als „Traumplüsch und Klamauk“.

## Auszeichnungen
Maura McGiveney erhielt 1966 eine Nominierung für den Golden Globe in der Kategorie Beste Nachwuchsdarstellerin.

## Deutsche Fassung
Die deutsche Synchronfassung entstand 1965 bei der Berliner Synchron. Die Synchronregie führte Klaus von Wahl nach dem Dialogbuch von Fritz A. Koeniger.
| Rolle               | Darsteller        | Synchronsprecher    |
| ------------------- | ----------------- | ------------------- |
| Janet Harper        | Doris Day         | Edith Schneider     |
| Mike Harper         | Rod Taylor        | Peer Schmidt        |
| Vanessa Courtwright | Hermione Baddeley | Tina Eilers         |
| Paul Bellari        | Sergio Fantoni    | Michael Chevalier   |
| George Simmons      | Reginald Gardiner | Erich Fiedler       |
| Claire Hackett      | Maura McGiveney   | Bettina Schön       |
| Alicia Petrova      | Lisa Pera         | Ute Landfried-Marin |
| Mrs. Ordley         | Barbara Morrison  | Elfe Schneider      |